# Oberonia triangularis
Oberonia triangularis är en orkidéart som beskrevs av Oakes Ames och Charles Schweinfurth. Oberonia triangularis ingår i släktet Oberonia och familjen orkidéer. Inga underarter finns listade i Catalogue of Life.